# Masato Kudo
Pour les articles homonymes, voir Kudo.
Masato Kudo (工藤　壮人, Kudo Masato) est un footballeur international japonais né le 6 mai 1990 à Tokyo et mort le 21 octobre 2022. Il évoluait au poste d'attaquant.

## Biographie
Masato Kudo intègre l'équipe première du Kashiwa Reysol en 2009. Il remporte en 2010 le championnat du Japon de deuxième division, puis est appelé en équipe du Japon des moins de 21 ans pour les Jeux asiatiques de 2010 où il joue trois matchs dont la finale remportée par l'équipe nippone,.
En 2011, il est sacré champion du Japon de première division et participe à la coupe du monde des clubs 2011, marquant un but lors du barrage contre Auckland City, champion d'Océanie,.
En 2013, il participe à la Coupe d'Asie de l'Est de football 2013. Il y inscrit un but dans la compétition contre la Chine.
Le 29 décembre 2015, Kudo est transféré gratuitement aux Whitecaps de Vancouver en MLS. Cependant, il n'arrive pas à s'imposer en Amérique du Nord et son contrat est résilié d'un commun accord le 30 décembre 2016, lui permettant de rejoindre le Sanfrecce Hiroshima sans compensation financière,.
Il meurt à 32 ans le 21 octobre 2022 de complications à la suite d'une opération au cerveau,,.

## Statistiques

### Statistiques détaillées
| Saison                | Club                    | Championnat           | Championnat | Championnat | Coupe nationale | Coupe nationale | Coupe de la Ligue | Coupe de la Ligue | Supercoupe | Supercoupe | Compétition(s) continentale(s) | Compétition(s) continentale(s) | Compétition(s) continentale(s) | Coupe du monde des clubs | Coupe du monde des clubs | Total | Total |
| Saison                | Club                    | Division              | M.          | B.          | M.              | B.              | M.                | B.                | M.         | B.         | Comp.                          | M.                             | B.                             | M.                       | B.                       | M.    | B.    |
| 2009                  | Kashiwa Reysol          | J.League 1            | 3           | 0           | 2               | 0               | 0                 | 0                 | -          | -          | -                              | -                              | -                              | -                        | -                        | 5     | 0     |
| 2010                  | Kashiwa Reysol          | J.League 2            | 27          | 10          | 2               | 1               | -                 | -                 | -          | -          | -                              | -                              | -                              | -                        | -                        | 29    | 11    |
| 2011                  | Kashiwa Reysol          | J.League 1            | 25          | 7           | 3               | 2               | 2                 | 0                 | -          | -          | -                              | -                              | -                              | 3                        | 1                        | 33    | 10    |
| 2012                  | Kashiwa Reysol          | J.League 1            | 33          | 13          | 5               | 2               | 4                 | 2                 | 0          | 0          | LDC                            | 6                              | 0                              | -                        | -                        | 48    | 17    |
| 2013                  | Kashiwa Reysol          | J.League 1            | 33          | 19          | 2               | 0               | 4                 | 2                 | 1          | 0          | LDC                            | 12                             | 6                              | -                        | -                        | 52    | 27    |
| 2014                  | Kashiwa Reysol          | J.League 1            | 34          | 7           | 2               | 0               | 10                | 4                 | -          | -          | CSB                            | 1                              | 0                              | -                        | -                        | 47    | 11    |
| 2015                  | Kashiwa Reysol          | J.League 1            | 34          | 10          | 3               | 1               | 2                 | 1                 | -          | -          | LDC                            | 9                              | 4                              | -                        | -                        | 48    | 16    |
| Sous-total            | Sous-total              | Sous-total            | 189         | 66          | 19              | 6               | 22                | 9                 | 1          | 0          | -                              | 28                             | 10                             | 3                        | 1                        | 262   | 92    |
| 2016                  | Whitecaps de Vancouver  | MLS                   | 17          | 2           | 0               | 0               | -                 | -                 | -          | -          | LCC                            | 2                              | 1                              | -                        | -                        | 19    | 3     |
| 2017                  | Sanfrecce Hiroshima     | J.League 1            | 18          | 3           | 3               | 3               | 4                 | 1                 | -          | -          | -                              | -                              | -                              | -                        | -                        | 25    | 7     |
| 2018                  | Sanfrecce Hiroshima     | J.League 1            | 12          | 1           | 2               | 2               | 5                 | 2                 | -          | -          | -                              | -                              | -                              | -                        | -                        | 19    | 5     |
| Sous-total            | Sous-total              | Sous-total            | 30          | 4           | 5               | 5               | 9                 | 3                 | -          | -          | -                              | -                              | -                              | -                        | -                        | 44    | 12    |
| 2019                  | Renofa Yamaguchi (prêt) | J.League 2            | 27          | 4           | 2               | 1               | -                 | -                 | -          | -          | -                              | -                              | -                              | -                        | -                        | 29    | 5     |
| 2020-2021             | Brisbane Roar           | A-League              | 13          | 1           | 0               | 0               | -                 | -                 | -          | -          | LDC                            | 0                              | 0                              | -                        | -                        | 13    | 1     |
| 2022                  | Tegevajaro Miyazaki     | J.League 3            | 21          | 3           | -               | -               | -                 | -                 | -          | -          | -                              | -                              | -                              | -                        | -                        | 21    | 3     |
| Total sur la carrière | Total sur la carrière   | Total sur la carrière | 297         | 80          | 26              | 12              | 31                | 12                | 1          | 0          | -                              | 30                             | 11                             | 3                        | 1                        | 388   | 116   |

## Palmarès

### En club
Kashiwa Reysol
- Champion du Japon de deuxième division en 2010
- Champion du Japon en 2011
- Vainqueur de la supercoupe du Japon en 2012
- Vainqueur de la coupe du Japon en 2012
- Vainqueur de la coupe de la Ligue en 2013
- Vainqueur de la coupe Suruga Bank en 2014 (en)

### En sélection
Japon -23 ans
- Médaillé d'or aux Jeux asiatiques en 2010

 Japon
- Vainqueur de la coupe d'Asie de l'Est en 2013